# Vinzenz Karl Schindler
Vinzenz Karl Schindler (* 27. Mai 1878 in Fulnek, Mähren; † 17. Dezember 1932 in Wien) war ein österreichischer Historiker und Archivar.

## Leben und Wirken
Vinzenz Karl Schindler besuchte das Gymnasium im mährischen Fulnek und in Wien und studierte ab 1899 Geschichte und Klassische Philologie an der Universität Wien. Dort promovierte er 1903. Von 1901 bis 1903 besuchte er das Institut für Österreichische Geschichtsforschung und absolvierte dort die Archivarsausbildung. Seit 1903 war er Archivar  am Zentralarchivs des Deutschen Ordens in Wien, das er neu ordnete und erweiterte, z. B. durch die Übernahme des Ordensarchives aus Bad Mergentheim. 1913 wurde er Mitglied des Österreichischen Archivrats. Nachdem er während des Ersten Weltkriegs die Kranken- und Verwundetenfürsorge des Ordens leitete, übernahm er 1918 die Verwaltung des Ordensvermögens und 1923 auch die Leitung der Ordenskanzlei. Sein Nachfolger als Archivar wurde Marian Tumler.

## Schriften
- Papst Nikolaus III. 1277–1280. Dissertation Universität Wien 1903.
- (Red.): Das Veilchenfest in Wien. Festschrift. Deutsche Heimat, Wien 1906.
- (Bearb.): Regesten aus dem Zentralarchive des deutschen Ritterordens zu Wien (= Quellen zur Geschichte der Stadt Wien, Abt. 1, Bd. 9). Verein für Geschichte, Wien 1921.
- Der Deutsche Orden und sein Archiv in Österreich. In: Korrespondenzblatt des Gesamtvereins der deutschen Geschichts- und Altertumsvereine, Jg. 1928, H. 7/9, Sp. 173–180.